# Igor Sokolov
Igor Sokolov, född 2 januari 1958 i Ufa, är en före detta sovjetisk sportskytt.
Sokolov blev olympisk guldmedaljör i skytte vid sommarspelen 1980 i Moskva.